# Шейпінг
Шейпінг (англ. shaping) — вид ритмічної гімнастики, спрямованої на оздоровлення організму та досягнення гармонійно розвинених форм тіла в поєднанні з високим рівнем рухової підготовленості. Заняття проводяться переважно в груповому форматі під наглядом тренера. Вправи виконуються у високо інтенсивному темпі, без великих обтяжень, з великою кількістю повторень. Кожне з вправ відповідає певній м'язово-жирової зоні, яка вимагає опрацювання.

## Історія
Історія боді-шейпінгу почалася в 80-і роки в Радянському Союзі, у Санкт-Петербурзі, методику позиціювали як аналог закордонного фітнесу та аеробіки. На відміну від двох останніх напрямків, які сфокусовані на підтримці фізичної форми та поліпшення самопочуття, шейпінг перший час був зосереджений виключно на формуванні привабливою жіночої фігури. Основоположником став бодибілдер Ілля Прохорцев, який разом з колегами запатентував цей різновид спортивних навантажень і виділив 9 типів жіночої фігури, відповідно до яких призначалися ті чи інші комплекси вправ. Науковим консультантом з питань харчування став спортивний дієтолог Анатолій Пшендін.
Зараз шейпінг є запатентованою російською системою оздоровчого тренування, розвитком якої займається Міжнародна Федерація Шейпінгу (МФШ), створена в 1991 році.

## Методика
Основним орієнтиром для шейпінгу слугує система аеробіки для жінок, авторами якої є Джейн Фонда та модель Сінді Кроуфорд.
Унікальність методики шейпінгу полягає в особливому опрацюванні м'язів. На відміну від класичної аеробіки та фітнесу, де працює водночас усе тіло, в шейпінгу використовується метод зонового навантаження взятий з бодібілдингу, тобто кожна група м'язів пропрацьовується окремо, у той час, коли інші відпочивають. Для цього більшість вправ була перенесена на коврик, в положення лежачи. Стандартна програма шейпінгу поділена на 11 цільових зон (стегно ззаду, стегно спереду, стегно зсередини, великі та малі сідничні м'язи, прес зверху, прес знизу, талія, спина і т. д.). Основною задачею була краса, тобто ліквідація жирових накопичень та надання фігурі «підтягнутого» вигляду. Для цього використовувалась висока інтенсивність і темп навантаження з пульсовим режимом 120—140 ударів на хвилину, щоб тренування набувало катаболічний характер.

## Система
Для розробки програми тренувань були проведені соціальні дослідження, результати яких дозволили дізнатись головні параметри жіночої фігури, які роблять її привабливою. Автори системи виділили 9 типів конструкції жіночого тіла, для кожного з яких були описані об'єктивні параметри шейпінг-моделі. Враховувались:
- Тип кістки (широкий, вузький, нормальний, співвідношення кісток корпусу — рук і ніг).
- Пропорції.
- Специфіка відкладання жиру (проблемні зони).
- Постава (наявність сколіозу та інших дефектів).

Провідним критерієм для ефективності оцінки тренувань є відсоткове співвідношення жирової тканини, яке в нормі не повинне перевищувати 24 %.
За допомогою каліпера(спеціальний інструмент) заміряють жирові складки, метром вимірюють об'єми, на медичних вагах визначають вагу. Всі ці дані заносяться в комп'ютер, який розраховує співвідношення м'язів і жиру в тілі, також видає потрібний режим тренувань та харчування. Тестування антропометрії проводилося строго на початку місячного циклу.
Параметри жінки заносяться в діагностичну карту шейпінгу і порівнюються з параметрами шейпінг-моделі, після чого з урахуванням стану функціональних систем організму призначається індивідуально підібрана шейпінг-технологія. (Тип тренування і харчування) Шейпінг-технологія являє собою точну послідовність дій, правил та режимів, яким необхідно слідувати для отримання результату, що визначається обраною моделлю.

## Тренування
На заняттях шейпінгом розрізняють два етапи, що відрізняються завданнями та способом застосування вправ: «катаболічний», спрямований на зменшення зайвого жирового компонента, і «анаболічний» — силові вправи для додання мускулатури необхідної форми та об'єму. Відповідно до цих завдань, на етапі «катаболічних» занять режим роботи м'язів — переважно аеробний; на «анаболічному» — частка вправ, що виконуються в анаеробному режимі, значно більше. Катаболічний режим тренувань відповідає першим трьом тижнях циклу, а анаболічний режим становить не більше як тиждень тренувань в останній тиждень місячного циклу. Заняття шейпінгом зазвичай проводяться не менше 3-4 разів на тиждень. Середня тривалість заняття — близько однієї години. Вправи виконуються у високо інтенсивному темпі, без великих обтяжень, з великою кількістю повторень. Кожне з вправ відповідає певній м'язово-жирової зоні, яка вимагає опрацювання.